# 이인혜
이인혜(1981년 2월 21일 ~ )는 대한민국의 배우이다.

## 생애
1991년 MBC 어린이 합창단으로 방송생활을 시작하였다. 1992년 KBS 창작동요대회에서 우수상을 수상하였으며, 같은 해 어린이드라마 《천사들의 노래》와 뮤지컬 《지붕 위의 바이올린》에 출연하며 연기자의 길로 들어서게 된다. 출연작으로는 《대왕의 길》, 《네 꿈을 펼쳐라》, 《학교 3》, 《쾌걸춘향》, 《황금사과》, 《황진이》, 《전우》, 《광개토태왕》, 《불꽃 속으로》, 《나도 엄마야》 등이 있다. 2018년 기준으로 경성대학교 연극영화학부 영화전공 교수로 재직 중이다.

## 연기 활동

### TV 드라마,시트콤
| 연도      | 제목                             | 역할                                      | 방송사 | 비고                                                                           |
| --------- | -------------------------------- | ----------------------------------------- | ------ | ------------------------------------------------------------------------------ |
| 1992      | 천사들의 노래                    |                                           | MBC    |                                                                                |
| 1993      | 아버지                           |                                           | SBS    |                                                                                |
| 1994      | 완벽한 남자를 만나는 일에 관하여 | 어린 금주                                 | MBC    | 베스트극장 122회                                                               |
| 1994      | 한명회                           | 어린 안순왕후                             | KBS    |                                                                                |
| 1994-1995 | 박봉숙 변호사                    |                                           | SBS    |                                                                                |
| 1995      | 행복                             |                                           | MBC    |                                                                                |
| 1995      | 언제나 푸른마음                  | 민세희                                    | EBS1   | 83회 <또 다른 이별>편                                                          |
| 1995      | 종합병원                         | 오윤수                                    | MBC    | 78회 <13세의 일기>편                                                           |
| 1995      | 찬품단자                         | 어린 이용덕                               | MBC    |                                                                                |
| 1996      | 그들의 포옹                      | 수연                                      | MBC    |                                                                                |
| 1996      | 사랑이 꽃피는 계절               |                                           | KBS    |                                                                                |
| 1996-1998 | 감성세대                         | 유민희                                    | EBS1   |                                                                                |
| 1997      | 남자 셋 여자 셋                  |                                           | MBC    |                                                                                |
| 1997      | LA아리랑                         |                                           | SBS    |                                                                                |
| 1997      | 욕망                             |                                           | MBC    |                                                                                |
| 1997-1998 | 신세대 보고 - 어른들은 몰라요    | 이정윤, 이은수, 신지은, 이윤경, 박유정 등 | KBS    | <수능전야>, <두 번째 약속>, <달의 몰락>, <주리의 사랑>, <선배위에 후배> 등 8편 |
| 1998      | 대왕의 길                        | 정순왕후                                  | MBC    | 27회 ~                                                                         |
| 1999      | 내일                             | 희주                                      | EBS1   | 46회 <도시의 사랑>편                                                           |
| 1999      | 네 꿈을 펼쳐라                   | 장유진                                    | EBS1   | ~ 31회                                                                         |
| 2000-2001 | 학교 3                           | 유다인                                    | KBS    | 2000년 KBS 연기대상 여자신인상 후보                                            |
| 2000      | 행진                             | 인혜                                      | SBS    | 중도투입                                                                       |
| 2000      | 돈.com                           |                                           | SBS    | 18회                                                                           |
| 2001      | 꽃밭에서                         | 권현                                      | KBS    |                                                                                |
| 2001      | 동양극장                         | 옥심                                      | KBS    |                                                                                |
| 2002-2003 | 황금마차                         | 이민주                                    | MBC    |                                                                                |
| 2002-2004 | 매직키드 마수리                  | 김강희                                    | KBS    | 101회 ~                                                                        |
| 2002      | 그 여자 사람잡네                 | 마복남                                    | SBS    | 39회 ~                                                                         |
| 2003      | 겨울 해바라기                    | 유진                                      | SBS    | 오픈드라마 남과 여 97회                                                        |
| 2003      | 울지마, 엄마!                    | 연주                                      | MBC    | 베스트극장 532회                                                               |
| 2004      | 깍두기                           | 현덕                                      | KBS    |                                                                                |
| 2005      | 쾌걸춘향                         | 한단희                                    | KBS    |                                                                                |
| 2005      | 위험한 사랑                      | 윤수정                                    | KBS    |                                                                                |
| 2005-2006 | 황금사과                         | 정홍연                                    | KBS    | 9회 ~ 30회                                                                     |
| 2006      | 황진이                           | 단심(개똥이)                              | KBS    |                                                                                |
| 2007      | 인순이는 예쁘다                  | 한재은                                    | KBS    |                                                                                |
| 2007-2008 | 못말리는 결혼                    | 박은영                                    | KBS    | 34회 ~ 57회                                                                    |
| 2008      | 사랑은 맛있다                    | 한여경                                    | OCN    |                                                                                |
| 2009      | 천추태후                         | 선정왕후                                  | KBS    | 43회 ~                                                                         |
| 2010      | 전우                             | 정화                                      | KBS    | 2010년 KBS 연기대상 여자조연상 후보                                            |
| 2011-2012 | 광개토태왕                       | 약연                                      | KBS    |                                                                                |
| 2012      | 국회의원 정치성 실종사건         | 미쓰리                                    | KBS    | 드라마스페셜 연작시리즈                                                        |
| 2012-2013 | 단단한 가족                      | 인혜                                      | E채널  | 2013년 케이블TV 방송대상 스타상                                                |
| 2013      | 엄마의 섬                        | 김여사                                    | KBS    | 드라마스페셜                                                                   |
| 2014      | 불꽃 속으로                      | 장옥선                                    | TV조선 |                                                                                |
| 2016-2017 | 오 마이 금비                     | 허재경                                    | KBS    |                                                                                |
| 2018      | 나도 엄마야                      | 윤지영                                    | SBS    |                                                                                |
| 2020      | 우아한 친구들                    | 유은실                                    | JTBC   |                                                                                |

### 영화
| 연도 | 제목     | 역할        | 비고             |
| ---- | -------- | ----------- | ---------------- |
| 2008 | 가루지기 | 나루터 기생 | 특별출연         |
| 2007 | 마파도2  | 과거 할매들 | 특별출연(1인5역) |

### 공연
| 연도 | 제목                             | 역할      | 분류   | 비고 |
| ---- | -------------------------------- | --------- | ------ | ---- |
| 2005 | 당나귀 그림자 소유권에 관한 재판 | 마부의 딸 | 연극   |      |
| 1992 | 지붕 위의 바이올린               | 빌케      | 뮤지컬 |      |

### 뮤직비디오
| 연도 | 제목               | 가수   | 비고 |
| ---- | ------------------ | ------ | ---- |
| 2011 | 멍투성이           | 오윤혜 |      |
| 2006 | 사랑이 오지 않아요 | 전진   |      |
| 2000 | 사슬               | 서문탁 |      |

## 연기 외 활동

### 쇼/교양 프로그램
고정출연
| 연도                   | 제목                            | 방송사  | 비고 |
| ---------------------- | ------------------------------- | ------- | ---- |
| 2018년 5월 19일 ~ 현재 | 아름다운 사랑 아름다운 나눔     | cpbc FM | DJ   |
| 2016-2017              | 부네스코 위원회                 | 부산KBS | MC   |
| 2016-2017              | TV책방 북소리                   | TBS     | MC   |
| 2015                   | 토요 인문학 콘서트              | EBS FM  | DJ   |
| 2012                   | IT 스퀘어                       | 채널IT  | MC   |
| 2012                   | 더 아찔한 소개팅                | Mnet    | MC   |
| 2011                   | 라이벌 매치                     | XTM     | MC   |
| 2010                   | 일요일이 좋다 - 골드미스가 간다 | SBS     |      |
| 2009-2011              | 순위 정하는 여자                | QTV     |      |

게스트출연
| 연도 | 제목                                     | 방송사       | 비고                                                         |
| ---- | ---------------------------------------- | ------------ | ------------------------------------------------------------ |
| 2014 | 스타 뷰티쇼 4                            | SBS funE     | 5월6일                                                       |
| 2013 | E News 기자vs기자                        | tvN          | 10월29일                                                     |
| 2013 | The 해피 보관됨 2013-09-27 - 웨이백 머신 | PBC          | 6월24일                                                      |
| 2011 | 해피투게더                               | KBS          | 6월16일 / 드라마 <광개토태왕>팀 출연                         |
| 2011 | 트렌드 리포트 필                         | Mnet         | 2월9일                                                       |
| 2010 | 황금어장 - 라디오스타                    | MBC          | 9월29일~10월13일                                             |
| 2010 | 러브추격자                               | MBC 에브리원 | 7월21일                                                      |
| 2010 | 아침마당                                 | KBS          | 6월25일 / 드라마 <전우>팀 출연                               |
| 2010 | E News 리얼리                            | tvN          | 6월11일                                                      |
| 2010 | 희망TV                                   | SBS          | 5월7일~8일                                                   |
| 2010 | 기분좋은 날                              | MBC          | 3월31일                                                      |
| 2009 | 야심만만 2                               | SBS          | 7월13일                                                      |
| 2009 | 비타민                                   | KBS          | 5월20일                                                      |
| 2009 | 스타골든벨                               | KBS          | 5월16일                                                      |
| 2009 | 비행기                                   | SBS          | 5월14일                                                      |
| 2009 | 기분좋은 작전                            | SBS          | 5월13일                                                      |
| 2009 | 스펀지                                   | KBS          | 5월8일~6월5일                                                |
| 2009 | 환상의 짝꿍 사랑의 교실                  | MBC          | 5월3일                                                       |
| 2009 | 좋은 아침                                | SBS          | 4월15일                                                      |
| 2009 | 스타 주니어쇼 붕어빵                     | SBS          | 4월11일~5월9일                                               |
| 2009 | 미녀들의 수다                            | KBS          | 4월6일                                                       |
| 2009 | 스타의 친구를 소개합니다 서바이벌        | MBC          | 3월7일                                                       |
| 2009 | M! Countdown                             | Mnet         | 2월26일 / 키네틱 플로우 <현실에 2% 부족한 연인들에게> 피쳐링 |
| 2009 | TV로펌 솔로몬                            | SBS          | 2월23일                                                      |
| 2009 | 도전 1000곡                              | SBS          | 2월15일                                                      |
| 2009 | 인기가요                                 | SBS          | 2월15일 / 키네틱 플로우 <현실에 2% 부족한 연인들에게> 피쳐링 |
| 2009 | 쇼! 음악중심                             | MBC          | 1월24일 / 키네틱 플로우 <현실에 2% 부족한 연인들에게> 피쳐링 |
| 2007 | 놀러와                                   | MBC          | 3월2일                                                       |
| 2005 | 우리들의 일밤 - 추격남녀                 | MBC          | 10월9일                                                      |
| 2005 | 결정 맛대맛                              | SBS          | 7월17일                                                      |
| 2005 | 해피선데이 - 찰나 스포츠                 | KBS          | 5월1일                                                       |
| 2005 | 스타골든벨                               | KBS          | 4월17일                                                      |
| 2005 | 솔로몬의 선택                            | SBS          | 4월2일                                                       |
| 2005 | 대한민국 1교시                           | KBS          | 3월26일                                                      |
| 2005 | 비타민                                   | KBS          | 3월20일~4월17일                                              |
| 2005 | 일요일 일요일밤에 - 브레인 서바이버      | MBC          | 3월13일                                                      |
| 2001 | 행복채널                                 | KBS          | 8월21일 / 드라마 <꽃밭에서>팀 출연                           |
| 2001 | 대결천하                                 | SBS          | 6월2일                                                       |
| 2001 | TV는 사랑을 싣고                         | KBS          | 4월29일                                                      |
| 2001 | 퀴즈탐험 신비의 세계                     | KBS          | 4월28일                                                      |
| 2001 | 열린음악회                               | KBS          | 1월28일 / 드라마 <학교 3>팀 출연                             |
| 2001 | 아름다운 TV 얼굴                         | MBC          | 1월27일                                                      |
| 2000 | 행복남녀                                 | KBS          | 8월4일 / 드라마 <학교 3>팀 출연                              |
| 2000 | 기쁜 우리 토요일                         | SBS          | 6월24일 / 시트콤 <행진>팀 출연                               |

### 어린이 프로그램
| 연도      | 제목              | 방송사 | 비고                                     |
| --------- | ----------------- | ------ | ---------------------------------------- |
| 2009      | TV유치원 파니파니 | KBS    | 12월17일 / TV유치원 8000회 특집 특별출연 |
| 2005      | TV유치원 하나둘셋 | KBS    | 10월29일 / TV유치원 7000회 특집 특별출연 |
| 1999-2000 | TV유치원 하나둘셋 | KBS    | 하나언니                                 |
| 1994-1995 | 우리끼리 또래끼리 | SBS    |                                          |
| 1994-1995 | 세계로 싱싱싱     | SBS    |                                          |
| 1991      | 신나는 토요일     | MBC    |                                          |
| 1991      | 개구쟁이 꿈동산   | MBC    |                                          |
| 1991      | 파란마음 하얀마음 | MBC    |                                          |
| 1991      | 야! 일요일이다    | MBC    |                                          |

### 기타
CF,모델
- 《OK저축은행》(2016년 11월)
- 《위버스마인드 뇌새김》(2013년 5월)
- 《위버스마인드 워드스케치》(2010년 12월)
- 《애경 한방화장품 쉬림》(2010년 7월)
- 《세븐일레븐 스타킹》(2010년 4월)
- 《CTS 영어캠프》(2010년 4월)
- 《동성제약 예그린》(1997년)
- 《배스킨라빈스31 아이스크림 케이크》(1997년)
- 《롯데 맥스&마블》(1996년)
- 《오리온 아이셔 껌》(1995년)
- 《오리온 왕꿈틀이》 I, II (1995년)
- 《삼양 큰냄비》(1995년)
- 《빙그레 컵도라면》(1994년)
- 《아모레 화장품》(1994년)
- 《에이스가구》(1994년)
- 《청솔학원》(1993년)
- 《프로스펙스》(1993년)
- 《롯데백화점》(1993년)
- 《롯데 구구콘》(1992년)
- 《계몽회원》(1992년)
- 《교학사 표준전과》

저서
- 《슈퍼스타》[2] (2011년 12월)
- 《꿈이 무엇이든 공부가 기본이다》[3] (2010년 5월)

화보
- 《이인혜 스타화보》[4] (2009년 8월)

음악
- KBS 청소년드라마 《학교》 OST - <First Love>, <Hey, Yeh!> (2000년)
- KBS 창작동요대회 - <새로운 길> (1992년)
- MBC 어린이 합창단 (1991년~1992년)

기타 경력
- 경성대학교 연극영화학부 영화전공 교수(2018년~)
- 경성대학교 디지털미디어학부 전임교수(2015년 3월~2017년)
- 청소년 생명사랑 홍보대사(2014년 11월)
- 서울종합예술학교 전임교수[5](2013년 9월~2015년 2월)
- 이북5도위원회 평안남도 홍보대사(2013년 1월)
- 한국여성원자력전문인협회 홍보대사(2012년 6월)
- 천주교 서울대교구 한마음한몸운동본부 홍보대사(2012년 2월)
- 교육과학기술부 인문학주간 홍보대사(2010년 9월, 2011년 9월)
- 일광복지재단 홍보대사(2010년 7월)
- 보건복지부 제23회 세계 금연의 날 금연멘토(2010년 5월)
- 노동부 청년고용 홍보대사(2010년 5월)
- 제1회 DMZ 다큐멘터리 영화제 홍보대사(2009년 10월)
- 한국방송예술진흥원 겸임교수[6](2009년 2월~2012년 2월)
- 충청남도 서산시 홍보대사(2005년 4월)
- 학교폭력근절 국민협의회 홍보대사(2002년 5월)

## 수상 경력
| 연도   | 시상식                         | 부문       | 작품        | 결과   |
| ------ | ------------------------------ | ---------- | ----------- | ------ |
| 2013년 | 케이블TV 방송대상              | 스타상     | 단단한 가족 | 수상   |
| 2010년 | KBS 연기대상                   | 여자조연상 | 전우        | 후보   |
| 2000년 | KBS 연기대상                   | 여자신인상 | 학교 3      | 후보   |
| 1994년 | 미스 빙그레 선발대회           |            |             | 준우승 |
| 1993년 | 아시아태평양 전래동요 콘테스트 |            |             | 대상   |
| 1992년 | KBS 창작동요대회               |            |             | 우수상 |

## 학력
- 과천초등학교 (졸업)
- 과천문원중학교 (졸업)
- 과천여자고등학교 (졸업)
- 동국대학교 연극영화학과 (중퇴)
- 고려대학교 신문방송학과 (졸업)
- 서울종합예술실용학교 미용예술학과 (졸업)
- 고려대학교 대학원 언론학과  (졸업), 언론학 석사 (학위논문명: 방송제작환경의 변화와 드라마제작요소에 대한 연기자의 인식 연구)
- 고려대학교 대학원 언론학과  (졸업), 언론학 박사 (학위논문명: 장르와 배역크기가 방송 연예인의 직업의식에 미치는 영향 연구)